# Rise (film, 2007)
Pour les articles homonymes, voir Rise.
 (novembre 2023).
Si vous disposez d'ouvrages ou d'articles de référence ou si vous connaissez des sites web de qualité traitant du thème abordé ici, merci de compléter l'article en donnant les références utiles à sa vérifiabilité et en les liant à la section « Notes et références ».
Pour plus de détails, voir Fiche technique et Distribution.
Rise ou L'Éveil : Soif du sang au Québec (Rise: Blood Hunter) est un film d'horreur américain réalisé par Sebastian Gutierrez et sorti en 2007.

## Synopsis
Sadie Blake, une journaliste d’investigation, mène une enquête sur une série de meurtres étranges à Los Angeles. Alors qu’elle a réussi à remonter le chemin vers les coupables, elle devient elle-même leur victime. Elle se réveille à la morgue en tant que morte-vivante assoiffée de sang. Elle découvre qu’elle a été victime d’une secte de vampires cannibales et décide de se venger, aidée par l’inspecteur Clyde Rawlins.

## Fiche technique
- Titre original : Rise: Blood Hunter
- Réalisation et scénario : Sebastian Gutierrez
- Sociétés de production : Mandate Pictures et Ghost House Pictures
- Société de distribution : Paramount Pictures France
- Format : 35 mm
- Durée : 94 minutes
- Genre : Horreur, fantastique
- Dates de sortie : 
  - États-Unis : 1er juin 2007
  - France : 28 mai 2008

## Distribution
- Lucy Liu (VF : Laëtitia Godès ; VQ : Anne Dorval) : Sadie Blake
- Cameron Richardson (VQ : Aline Pinsonneault) : Collette
- Michael Chiklis (VF : Gérard Surugue ; VQ : Sylvain Hétu) : Clyde Rawlins
- James D'Arcy (VF : Adrien Antoine ; VQ : Martin Watier) : Bishop
- Mako : Majordome de Bishop
- Carla Gugino (VF : Valérie Siclay ; VQ : Valérie Gagné) : Eve
- Robert Forster : Lloyd
- Samaire Armstrong (VQ : Mélanie Laberge) : Jenny
- Paul Cassell (VF : Thierry Ragueneau) : Easton
- Margo Harshman (VF : Noémie Orphelin ; VQ : Kim Jalabert) : Tricia Rawlins
- Holt McCallany (VQ : Louis-Philippe Dandenault) : Rourke
- Julio Oscar Mechoso (VF : Julien Kramer ; VQ : Luis de Cespedes) : Arturo
- Nick Lachey : Dwayne
- Elden Henson : Taylor
- Simon Rex : Hank
- Anastasia Baranova : Teen Girl
- Allan Rich : Harrison

Source et légendes : version française (VF) sur Symphonia Films ; version québécoise (VQ)

## Autour du film
Sebastian Gutierrez casse dans ce film plusieurs clichés habituels des films de vampire. Finis les crocs plantés dans le cou, place au cannibalisme et aux ustensiles tranchants. Les vampires ne craignent plus le jour ou bien l’ail et gardent toujours forme humaine.
Malgré ses intentions innovantes, l'accueil fut mitigé de la part de plusieurs amateurs du genre qui trouvèrent ce film finalement trop simpliste, et trop plat.[réf. nécessaire]
Marilyn Manson joue dans ce film le rôle d’un barman. Un petit rôle néanmoins surprenant puisqu'il apparaît avec une vieille chemise grise sans manche, les cheveux coiffés en arrière et surtout un bouc en guise de barbe. Une apparence inédite pour l'artiste.